# Fodina decussis
Fodina decussis är en fjärilsart som beskrevs av Saalmüller 1891. Fodina decussis ingår i släktet Fodina och familjen nattflyn. Inga underarter finns listade i Catalogue of Life.